# Ca l'Abadessa
Ca l'Abadessa és una obra gòtica de Tarragona protegida com a Bé Cultural d'Interès Local.

## Descripció
Edifici de dos pisos d'alçada i golfa. A la planta baixa té tres plantes d'entrada amb arcs de mig punt amb diferents amplades.
Al primer pis hi ha set balcons, dels quals cinc presenten arcs amb llindes inscrits a un de conopial.